# Oskar Sverrisson
Oskar Sverrisson, född 26 november 1992 i Hörby, är en svensk-isländsk fotbollsspelare som spelar för Ariana FC.

## Klubbkarriär
Sverrissons moderklubb är Hörby FF där han tillbringade många år med att utveckla sig. Säsongen 2010 bestämde han sig för att spela med Höörs IS. 
Därefter har han representerat Lunds BK, Kvik Halden, Dalkurd FF och Landskrona BoIS. I februari 2017 värvades Sverrisson av Mjällby AIF.
I december 2018 värvades Sverrisson av BK Häcken, där han skrev på ett ettårskontrakt med en option på ytterligare tre år. Den 5 maj 2019 gjorde Sverrisson allsvensk debut i en 1–0-vinst över GIF Sundsvall, där han blev inbytt i den 59:e minuten mot Godswill Ekpolo. I juni 2019 valde BK Häcken att utnyttja optionen i hans kontrakt, vilket gav Sverrisson ett avtal i klubben fram över säsongen 2022.
I december 2021 värvades Sverrisson av Varbergs BoIS, där han skrev på ett treårskontrakt.

## Landslagskarriär
Sverrisson är född i Sverige, men har en isländsk far. Den 30 december 2019 blev han för första gången uttagen i Islands landslag till två vänskapslandskamper mot Kanada och El Salvador. Sverrisson debuterade mot El Salvador den 19 januari 2020 i en match som slutade med en 1–0-vinst för Island.